# Frederik Christian Essemann
Frederik Christian Essemann, danski general, * 16. december 1877, † 9. marec 1954.